# Dopasia
Dopasia — рід ящірок родини Веретільницеві (Anguidae).

## Поширення
Види цього роду зустрічаються на сході Південної Азії та у Південно-Східній Азії.

## Класифікація
Рід включає сім видів:
- Dopasia buettikoferi (Lidth De Jeude, 1905)
- Dopasia gracilis (Gray, 1845)
- Dopasia hainanensis (Yang, 1984)
- Dopasia harti (Boulenger, 1899)
- Dopasia ludovici (Mocquard, 1905)
- Dopasia sokolovi (Darevsky & Nguyen-Van-Sang, 1983)
- Dopasia wegneri (Mertens, 1959)